# Communauté de communes du Pays de Falaise
Pour les articles homonymes, voir CCPF.
La communauté de communes du Pays de Falaise est une communauté de communes française, située dans le département du Calvados, en région Normandie.

## Historique
Le district du Pays de Falaise est créé le 30 décembre 1993 (avec effet au 1er janvier 1994) et succède au syndicat intercommunal à vocation multiple (SIVOM) fondé en 1978. Il regroupe alors 47 communes.
Par arrêté préfectoral en date du 22 décembre 2000, le district est transformé en communauté de communes.
Entre 2002 et 2004, les communes de Barou-en-Auge, Bernières-d'Ailly, Morteaux-Coulibœuf, Maizières, Ouilly-le-Tesson et Rouvres intègrent l'intercommunalité, puis le 1er janvier 2010, les communes de Courcy, Jort, Louvagny et Vicques la rejoignent, quittant ainsi la communauté de communes des Trois Rivières. 
Le 1er janvier 2017, la commune de Vendeuvre en devient également membre.

## Territoire communautaire

### Géographie
Située dans le sud du département du Calvados, la communauté de communes du Pays de Falaise regroupe 58 communes et s'étend sur 488,4 km2.

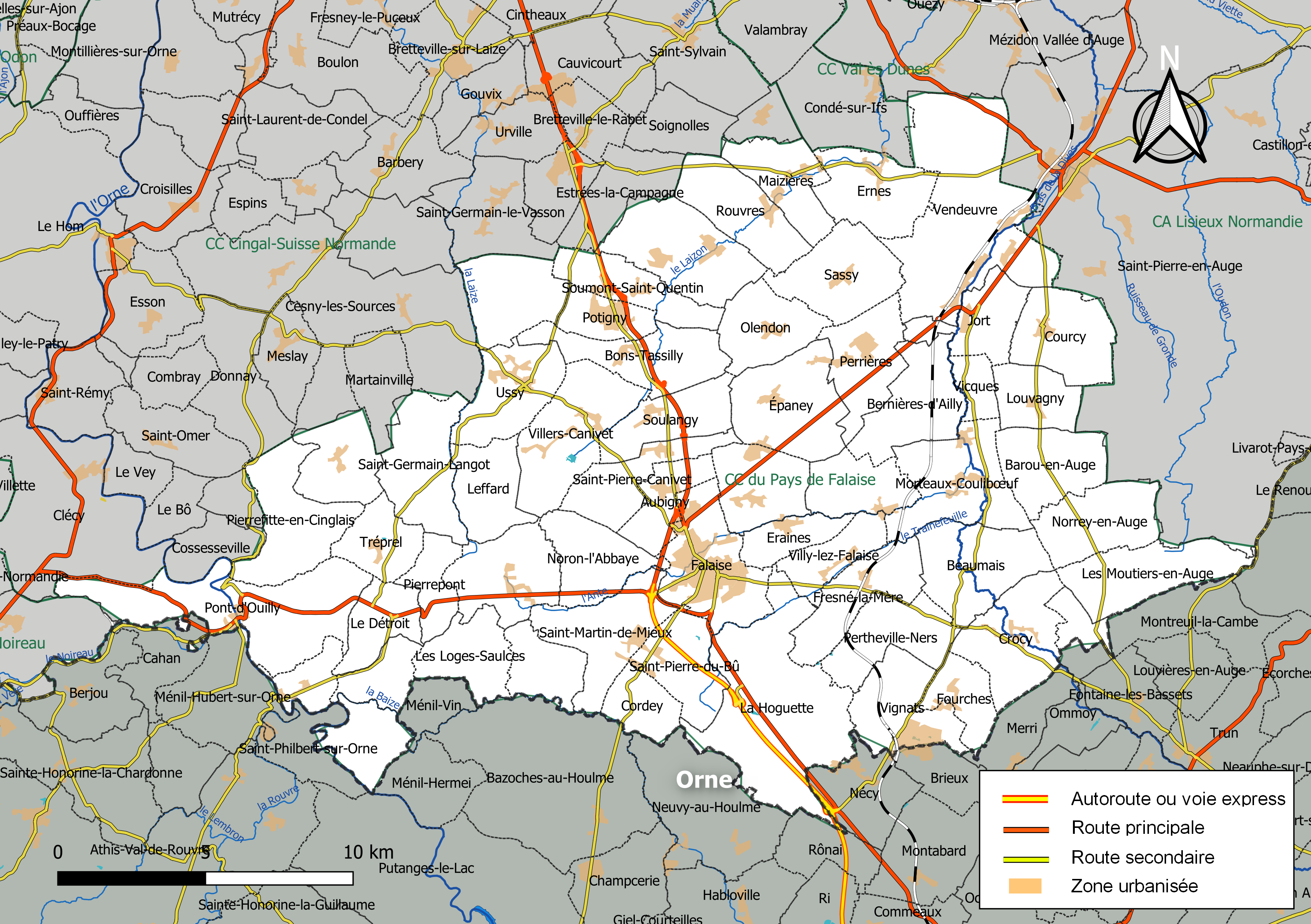
Carte de la communauté de communes du Pays de Falaise au 1er janvier 2019.

### Composition
La communauté de communes est composée des 58 communes suivantes :

| Nom                     | Code Insee | Gentilé             | Superficie (km2) | Population (dernière pop. légale) | Densité (hab./km2) |
| ----------------------- | ---------- | ------------------- | ---------------- | --------------------------------- | ------------------ |
| Falaise (siège)         | 14258      | Falaisiens          | 11,84            | 7 744 (2022)                      | 654                |
| Aubigny                 | 14025      | Albinéains          | 5,02             | 299 (2022)                        | 60                 |
| Barou-en-Auge           | 14043      | Conias              | 8,35             | 64 (2022)                         | 7,7                |
| Beaumais                | 14053      |                     | 10,73            | 167 (2022)                        | 16                 |
| Bernières-d'Ailly       | 14064      |                     | 9,39             | 212 (2022)                        | 23                 |
| Bonnœil                 | 14087      | Bonnoeillais        | 7,19             | 123 (2022)                        | 17                 |
| Bons-Tassilly           | 14088      | Bonstassillais      | 9,38             | 392 (2022)                        | 42                 |
| Cordey                  | 14180      | Cordéens            | 4,52             | 153 (2022)                        | 34                 |
| Courcy                  | 14190      | Courcéens           | 9,12             | 137 (2022)                        | 15                 |
| Crocy                   | 14206      | Crocéens            | 10,07            | 287 (2022)                        | 29                 |
| Damblainville           | 14216      | Damblainvillais     | 6,35             | 231 (2022)                        | 36                 |
| Le Détroit              | 14223      |                     | 5,52             | 92 (2022)                         | 17                 |
| Épaney                  | 14240      | Épanéens            | 11,59            | 495 (2022)                        | 43                 |
| Eraines                 | 14244      | Erainais            | 4,04             | 286 (2022)                        | 71                 |
| Ernes                   | 14245      | Ernais              | 8,9              | 323 (2022)                        | 36                 |
| Fontaine-le-Pin         | 14276      | Fontaine-Brayens    | 8,54             | 340 (2022)                        | 40                 |
| Fourches                | 14283      | Fourchus            | 4,78             | 217 (2022)                        | 45                 |
| Fourneaux-le-Val        | 14284      |                     | 5,39             | 154 (2022)                        | 29                 |
| Fresné-la-Mère          | 14289      | Fresnéains          | 8,14             | 572 (2022)                        | 70                 |
| La Hoguette             | 14332      | Hoguetons           | 24,44            | 664 (2022)                        | 27                 |
| Les Isles-Bardel        | 14343      |                     | 5,69             | 71 (2022)                         | 12                 |
| Jort                    | 14345      | Jortais             | 6,58             | 303 (2022)                        | 46                 |
| Leffard                 | 14360      |                     | 6,89             | 209 (2022)                        | 30                 |
| Les Loges-Saulces       | 14375      |                     | 6,74             | 160 (2022)                        | 24                 |
| Louvagny                | 14381      |                     | 5,5              | 59 (2022)                         | 11                 |
| Maizières               | 14394      | Maizièrois          | 7,15             | 428 (2022)                        | 60                 |
| Le Marais-la-Chapelle   | 14402      |                     | 2,42             | 95 (2022)                         | 39                 |
| Martigny-sur-l'Ante     | 14405      | Martilantais        | 9,34             | 322 (2022)                        | 34                 |
| Le Mesnil-Villement     | 14427      | Mesnil-Villementais | 3,55             | 284 (2022)                        | 80                 |
| Morteaux-Coulibœuf      | 14452      |                     | 11,76            | 607 (2022)                        | 52                 |
| Les Moutiers-en-Auge    | 14457      | Monastériens        | 10,1             | 129 (2022)                        | 13                 |
| Noron-l'Abbaye          | 14467      | Noronnais           | 7,62             | 317 (2022)                        | 42                 |
| Norrey-en-Auge          | 14469      |                     | 8,86             | 95 (2022)                         | 11                 |
| Olendon                 | 14476      | Olendoniens         | 7,45             | 186 (2022)                        | 25                 |
| Ouilly-le-Tesson        | 14486      | Tessonais           | 12               | 561 (2022)                        | 47                 |
| Perrières               | 14497      | Perriérois          | 8,17             | 341 (2022)                        | 42                 |
| Pertheville-Ners        | 14498      |                     | 8,25             | 236 (2022)                        | 29                 |
| Pierrefitte-en-Cinglais | 14501      |                     | 10,72            | 237 (2022)                        | 22                 |
| Pierrepont              | 14502      |                     | 4,29             | 84 (2022)                         | 20                 |
| Pont-d'Ouilly           | 14764      | Ouillypontains      | 19,5             | 999 (2022)                        | 51                 |
| Potigny                 | 14516      | Potignais           | 4,26             | 2 076 (2022)                      | 487                |
| Rapilly                 | 14531      |                     | 4,19             | 46 (2022)                         | 11                 |
| Rouvres                 | 14546      | Rouvrésiens         | 8,87             | 222 (2022)                        | 25                 |
| Saint-Germain-Langot    | 14588      |                     | 10,35            | 352 (2022)                        | 34                 |
| Saint-Martin-de-Mieux   | 14627      | Martinais           | 10,12            | 391 (2022)                        | 39                 |
| Saint-Pierre-Canivet    | 14646      |                     | 7,01             | 461 (2022)                        | 66                 |
| Saint-Pierre-du-Bû      | 14649      | Pétroviens          | 7,39             | 442 (2022)                        | 60                 |
| Sassy                   | 14669      |                     | 9,56             | 212 (2022)                        | 22                 |
| Soulangy                | 14677      | Solanéains          | 7,18             | 250 (2022)                        | 35                 |
| Soumont-Saint-Quentin   | 14678      | Soumontais          | 6,87             | 635 (2022)                        | 92                 |
| Tréprel                 | 14710      |                     | 5,4              | 109 (2022)                        | 20                 |
| Ussy                    | 14720      | Uxeodois            | 8,68             | 845 (2022)                        | 97                 |
| Vendeuvre               | 14735      | Vendeuvriens        | 26,31            | 802 (2022)                        | 30                 |
| Versainville            | 14737      | Versainvillais      | 7,7              | 508 (2022)                        | 66                 |
| Vicques                 | 14742      |                     | 2,66             | 69 (2022)                         | 26                 |
| Vignats                 | 14751      | Vignatais           | 8,8              | 285 (2022)                        | 32                 |
| Villers-Canivet         | 14753      | Villersois          | 12,24            | 725 (2022)                        | 59                 |
| Villy-lez-Falaise       | 14759      |                     | 4,95             | 269 (2022)                        | 54                 |

### Démographie
| 1968   | 1975   | 1982   | 1990   | 1999   | 2006   | 2011   | 2016   |
| ------ | ------ | ------ | ------ | ------ | ------ | ------ | ------ |
| 25 394 | 25 209 | 25 414 | 24 981 | 25 389 | 26 464 | 27 642 | 28 224 |

## Administration

### Siège
Le siège de la communauté de communes est situé à Falaise.

### Les élus
Le conseil communautaire de la communauté de communes est composé de 83 conseillers représentant chacune des communes membres et élus pour une durée de six ans.
Ils sont répartis comme suit :
| Nombre de conseillers | Communes            |
| --------------------- | ------------------- |
| 21                    | Falaise             |
| 4                     | Potigny             |
| 2                     | Pont-d'Ouilly, Ussy |
| 1 (+ 1 suppléant)     | les autres communes |

### Présidence
| Période      | Période      | Identité             | Étiquette | Qualité                               |
| ------------ | ------------ | -------------------- | --------- | ------------------------------------- |
| janvier 1994 | mai 2005     | Claude Leteurtre     | UDF       | Maire de Falaise (1989 → 2005)        |
| mai 2005     | avril 2014   | Jean-Marie Gasnier   | DVG       | Maire de Potigny (1989 → 2014)        |
| avril 2014   | juillet 2020 | Claude Leteurtre     | UDI       | Ancien maire de Falaise (1989 → 2005) |
| juillet 2020 | En cours     | Jean-Philippe Mesnil | SE        | Maire d'Eraines (2001 → )             |

### Compétences
- Aménagement de l'espace
  - Création et réalisation de zone d'aménagement concerté (ZAC) (à titre obligatoire)
  - Plans locaux d'urbanisme (à titre facultatif)
  - Schéma de cohérence territoriale (SCOT) (à titre obligatoire)
  - Schéma de secteur (à titre obligatoire)
- Autres - Gestion d'un centre de secours (à titre facultatif)
- Développement et aménagement économique
  - Création, aménagement, entretien et gestion de zone d'activités industrielle, commerciale, tertiaire, artisanale ou touristique (à titre obligatoire)
  - Tourisme (à titre obligatoire)
- Développement et aménagement social et culturel
  - Activités culturelles ou socioculturelles (à titre facultatif)
  - Activités sportives (à titre facultatif)
- Environnement
  - Assainissement non collectif (à titre facultatif)
  - Collecte et traitement des déchets des ménages et déchets assimilés (à titre optionnel)
  - Protection et mise en valeur de l'environnement (à titre optionnel)
- Logement et habitat - Programme local de l'habitat (à titre facultatif)
- Sanitaires et social - Action sociale (à titre facultatif)

### Régime fiscal et budget
Le régime fiscal de la communauté de communes est la fiscalité professionnelle unique (FPU).